# 亨氏無鬚鱈
亨氏無鬚鱈，為輻鰭魚綱鱈形目無鬚鱈科的其中一種，分布於中東太平洋加利福尼亞灣海域，為深海魚類，深度可達300公尺，體長可達68公分，棲息在底層水域，生活習性不明。

## 扩展阅读
維基物種上的相關：亨氏無鬚鱈